# Peltophryne
Genre
Synonymes
- Chascax Ritgen, 1828
- Otaspis Cope, 1869 "1868"

Peltophryne est un genre d'amphibiens de la famille des Bufonidae.

## Répartition
Les douze espèces de ce genre sont endémiques des Antilles. Elles se rencontrent à Puerto Rico, aux Îles vierges britanniques, à Hispaniola et à Cuba.

## Liste d'espèces
Selon Amphibian Species of the World (16 avril 2013) :
- Peltophryne cataulaciceps (Schwartz, 1959)
- Peltophryne empusa Cope, 1862
- Peltophryne florentinoi (Moreno & Rivalta, 2007)
- Peltophryne fluviatica (Schwartz, 1972)
- Peltophryne fracta (Schwartz, 1972)
- Peltophryne fustiger (Schwartz, 1960)
- Peltophryne guentheri (Cochran, 1941)
- Peltophryne gundlachi (Ruibal, 1959)
- Peltophryne lemur Cope, 1869
- Peltophryne longinasus (Stejneger, 1905)
- Peltophryne peltocephala (Tschudi, 1838)
- Peltophryne taladai (Schwartz, 1960)

## Publication originale
- Fitzinger, 1843 : Systema Reptilium, fasciculus primus, Amblyglossae. Braumüller et Seidel, Wien, p. 1-106. (texte intégral).